# Ceradenia farinosa
Ceradenia farinosa är en stensöteväxtart som först beskrevs av William Jackson Hooker, och fick sitt nu gällande namn av Luther Earl Bishop. Ceradenia farinosa ingår i släktet Ceradenia och familjen Polypodiaceae. Inga underarter finns listade.